# Блок ограничителя тока
Блок ограничителя тока — практика в электрических или электронных схемах, устанавливающая верхний предел тока, который может быть доставлен на нагрузку, с целью защиты цепи, генерирующей или передающей ток, от вредного воздействия короткого замыкания или аналогичной проблемы.

## В электронных силовых цепях

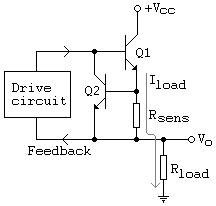
Использование блока ограничителя тока

В некоторых электронных схемах используется ограничение действующего тока, поскольку предохранитель может не защищать твердотельные устройства.
На изображении показан один стиль схемы ограничения тока. Схема представляет собой простой механизм защиты, используемый в регулируемых источниках постоянного тока и усилителях мощности класса-AB.
Q1 — транзитный или выходной транзистор. Rsens — это устройство считывания тока нагрузки. Q2 — защитный транзистор, который включается, как только напряжение через Rsens становится около 0,65 В. Это напряжение определяется значением Rsens и током нагрузки через него (Iload). Когда Q2 включается, он удаляет базовый ток от Q1, тем самым уменьшая ток коллектора Q1. что очень близко к току нагрузки. Таким образом, Rsens фиксирует максимальный ток до значения, равного 0,65 / Rsens. Например, если Rsens = 0,33 Ом, ток ограничен примерно до 2 А, даже если Rsens становится коротким (и Vo становится нулевым).
Кроме того, это рассеивание мощности будет оставаться до тех пор, пока существует перегрузка, что означает, что устройства должны быть способны выдерживать это в течение значительного периода времени. Это рассеивание мощности будет существенно меньше, чем если бы не была предусмотрена схема ограничения тока. В этом методе, выходящем за пределы тока, выходное напряжение будет уменьшаться до значения в зависимости от предела тока и сопротивления нагрузки.

## Отдельные цепи питания
Проблема с предыдущей схемой заключается в том, что Q1 не будет насыщен, если его база не будет смещена на 0,5 вольта выше Vcc.
Цепи снизу работают более эффективно от одного (Vcc) питания. В обеих цепях R1 позволяет Q1 включать и передавать напряжение и ток нагрузке. Когда ток через R_sense превышает проектный предел, Q2 начинает включаться, что, в свою очередь, начинает отключать Q1, таким образом ограничивая ток нагрузки. Опциональный компонент R2 защищает Q2 в случае короткого замыкания нагрузки. Когда Vcc имеет как минимум несколько вольт, MOSFET можно использовать для Q1 для снижения напряжения отключения. Благодаря своей простоте эта схема иногда используется как источник тока для мощных светодиодов.

## Контроль скорости нарастания
Многие разработчики электроники положили небольшой резистор на выходные выводы ИС. Это замедляет скорость кромок, что улучшает электромагнитную совместимость. Некоторые устройства имеют встроенный выходной резистор с ограничением скорости нарастания напряжения; некоторые устройства имеют программируемое ограничение скорости нарастания. Это обеспечивает общий контроль скорости нарастания.